# Грабовская, Уршула
Уршула Грабовская-Охалик (пол. Urszula Grabowska-Ochalik; род. 27 июня 1976, Мысленице, ПНР) — польская актриса

 театра и кино.

## Биография
Выпускница факультета «Aktorskiego» краковской PWST, которую окончила в 2000 году. С этого же года связана с Театром Багатела из Кракова, в котором она дебютировала, будучи еще студенткой. 2 июля 2011 она получила награду за лучшую женскую роль на Международном Кинофестивале в Москве.
Является преподавателем в Академии Театральных Искусств им. Станислава Выспяньского в Кракове. Была номинирована на премию «Telekamery» в 2008 и 2009 годах в номинации «Актриса».
Стала лауреаткой премии «Орлы» 2010 года в категории «лучшая главная женская роль» за фильм «Джоанна» режиссера Феликса Фалька.